# 唐湾镇
唐湾镇，是中华人民共和国安徽省安庆市桐城市下辖的一个乡镇级行政单位。

## 行政区划
唐湾镇下辖以下地区：
唐湾村、八一村、长岭村、大塘村、叶湾村、杨树村、蒋潭村和蔡畈村。